# 亚麻藤科
亚麻藤科又名弧钩树科，共有4-6属约61种，分布在东南亚、热带南美洲、非洲和马达加斯加岛。
亚麻藤科植物为藤本，单叶互生；花小，花冠5；果实为核果。

## 属
- 亚麻藤属（Hugonia）
- Hebepetalum
- Indorouchera
- Philbornea
- Roucheria

1981年的克朗奎斯特分类法将本科列入亚麻目，1998年根据基因亲缘关系分类的APG 分类法将本科列入金虎尾目，2003年经过修订的APG II 分类法不承认这个科，将其中各属合并到亚麻科中，仍属于金虎尾目。